# 阿尔卡季·德沃尔科维奇
阿尔卡季·弗拉基米罗维奇·德沃尔科维奇（俄语：Аркадий Владимирович Дворкович，羅馬化：Arkady Vladimirovich Dvorkovich，1972年3月26日—）是俄罗斯政府官员，经济学硕士。2018年出任世界国际象棋联合会主席。

## 经历
1972年3月26日生于莫斯科。1994年毕业于莫斯科国立罗蒙诺索夫大学经济系“经济控制论”专业。后在美国北卡罗来纳州杜克大学深造，1997年获得经济学硕士学位。
1994年起：在俄罗斯政府财政部经济专家组工作，历任顾问、高级专家、专家组组长和学术领导人。自2000年起在战略研究中心担任研究员。
2000年8月起，任政府经济发展和贸易部顾问。
2001年起，担任政府经济发展和贸易部副部长。
2004年至2008年：任俄罗斯联邦总统专家局局长。
2008年至2012年5月：任俄罗斯联邦总统助理。
2012年5月21日至2018年5月18日：俄罗斯联邦政府副总理。

## 个人

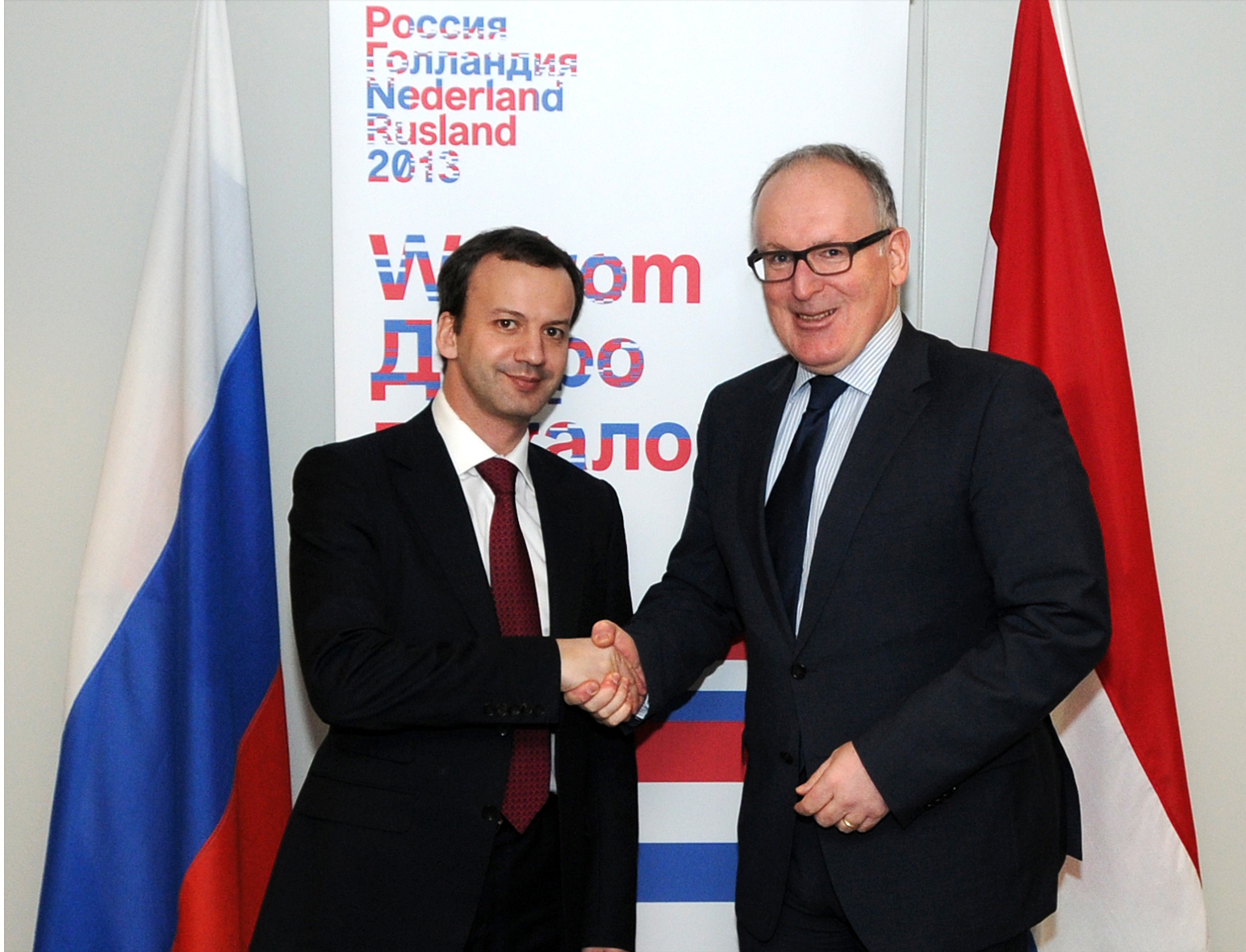
2013年3月6日

德沃尔科维奇是梅德韦杰夫的亲信。但是2014年謝欽的崛起让他备受打击。
德沃尔科维奇的父亲是国际象棋裁判。德沃尔科维奇也是俄罗斯象棋联合会成员，2018年10月接替基尔桑·伊柳姆日诺夫，成功当选世界国际象棋联合会主席。
德沃尔科维奇还在2015年至2018年担任俄罗斯铁路公司董事会主席。从2017年9月1日起，为俄罗斯农业银行监事会主席。

## 荣誉
- 二级祖国功勋奖章
- 荣誉勋章（2010年）